# Anna Chancellor
Anna Theodora Chancellor (Richmond, Anglaterra, 27 d'abril de 1965) és una actriu anglesa. Ha rebut nominacions als premis BAFTA i Olivier.

## Antecedents i primera vida
Anna Chancellor va néixer a Richmond, Anglaterra, filla de l'advocat John Paget Chancellor, fill gran de Sir Christopher Chancellor, i de Mary Jolliffe, filla de Lord Hylton. La família Chancellor eren nobles escocesos que posseïen terres a Quothquan des de 1432.
Anna es va criar a Somerset i es va educar a la St Mary's School de Shaftesbury, que és un internat catòlic romà per a noies a Dorset, però va marxar als setze anys a viure a Londres. Més tard va descriure els seus primers anys allà com a "força salvatges". Quan tenia vint anys, es va convertir en parella del poeta Jock Scot (1952–2016), amb qui va tenir la seva filla, Poppy Chancellor (nascuda el 1988), mentre encara estudiava a l'Acadèmia de Música i d'Art Dramàtic de Londres. Es va separar de Scot uns anys més tard. Va obtenir el seu primer paper com a actriu a la televisió interpretant a Mercedes Page a Jupiter Moon, un programa de la cadena BSkyB; va aparèixer més tard fent un anunci per a la cervesa Boddingtons i un paper a la pel·lícula Quatre bodes i un funeral (1994), interpretant a Henrietta (àlies "Duckface"), tenint com a company de pel·lícula a l'actor Hugh Grant.

Chancellor és una neboda del periodista Alexander Chancellor, una besnéta de Raymond Asquith (fill del primer ministre liberal H. H. Asquith), cosina germana de l'actriu Dolly Wells i de la model Cecilia Chancellor i cosina segona de l'actriu Helena Bonham Carter. Chancellor va dir sobre el seu llinatge: 
| « | Has treballat de valent tota la teva vida per ser actriu, o el que hagis fet, i això és el que et presenten. No creus que és vergonyós? No m'agrada que em diguin que soc així, perquè no crec que sigui qui soc. | » |

## Carrera
Chancellor va interpretar a Julia Piper a les sèries 1 a 3 de Kavanagh QC. També va interpretar a Caroline Bingley a l'adaptació de la BBC de 1995 de Pride and Prejudice (basada en la novel·la Orgull i prejudici), i a Questular Rontok a la pel·lícula The Hitchhiker's Guide to the Galaxy (2005). El mateix any, es va unir al repartiment de la sèrie dramàtica de televisió de la BBC One Spooks, en el paper de Juliet Shaw. També ha aparegut a The Vice, Karaoke, Cold Lazarus, Els somiadors, Tipping the Velvet i Fortysomething, i va tenir un paper protagonista a la comèdia satírica negra Suburban Shootout. El 2011, va ocupar un paper secundari a la sèrie de thriller de la BBC The Hour, per la qual va ser nominada al premi de televisió de l'Acadèmia Britànica a la millor actriu secundària.
El 1997, va ser nominada al premi Laurence Olivier a la millor actriu secundària per la seva actuació a Stanley, i el 2013 va ser nominada al premi Laurence Olivier a la millor actriu pel seu paper a Private Lives.

## Caritat
És mecenes de l'organització benèfica per a nens de Londres Scene & Heard.

## Filmografia
| Any  | Pel·lícula                                      | Rol                                | Notes |
| ---- | ----------------------------------------------- | ---------------------------------- | --- |
| 1990 | Killing Dad or How to Love Your Mother          | Barmaid                            | |
| 1990 | Jupiter Moon                                    | Mercedes Page                      | Sèrie de TV (50 episodis: 1990–1996) |
| 1992 | Inspector Morse                                 | Sally Smith                        | Sèrie de TV (1 episodi: "Cherubim and Seraphim") |
| 1993 | Agatha Christie's Poirot                        | Virginie Mesnard                   | Sèrie de TV (1 episodi: "The Chocolate Box") |
| 1993 | Comedy Playhouse                                | Julia                              | Sèrie de TV (1 episodi: "The Complete Guide to Relationships")                                                                                               |
| 1993 | Century                                         | Dona a una comisaria               | |
| 1994 | Quatre bodes i un funeral                       | Henrietta ‘Duck Face’– Segona boda | |
| 1994 | Tom i Viv                                       | Dona                               | |
| 1994 | Staggered                                       | Carmen Svennipeg                   | |
| 1994 | La princesa Caraboo                             | Mrs. Peake                         | |
| 1994 | Ellington                                       | Ally Stone                         | Pel·lícula de TV |
| 1995 | Pride & Prejudice                               | Caroline Bingley                   | Mini-sèrie de TV (6 episodis) |
| 1995 | Kavanagh QC                                     | Julia Piper                        | TV series (11 episodis: 1995–1997) |
| 1996 | Karaoke                                         | Anna Griffiths                     | Mini-sèrie de TV (4 episodis) |
| 1996 | Cold Lazarus                                    | Anna Griffiths                     | Mini-sèrie de TV (3 episodis) |
| 1997 | FairyTale: A True Story                         | Peter Pan                          | |
| 1997 | The Man Who Knew Too Little                     | Barbara Ritchie                    | |
| 1999 | The Vice                                        | Dr. Christine Weir                 | Sèrie de TV (5 episodis) |
| 1999 | Heart                                           | Nicola Farmer                      | |
| 2000 | Longitude                                       | Muriel Gould                       | Pel·lícula de TV |
| 2001 | The Cazalets                                    | Diana Mackintosh                   | Sèrie de TV (6 episodis) |
| 2001 | Mentre hi hagi homes                            | Molly Cartwright                   | |
| 2002 | Tipping the Velvet                              | Diana Lethaby                      | Sèrie de TV (2 episodis) |
| 2003 | Georgian Underworld                             | Narradora                          | Sèrie de TV (1 episodi: "Queer as 18th Century Folk") |
| 2003 | Un somni per a ella                             | Glynnis Payne                      | |
| 2003 | Doc Martin and the Legend of the Cloutie        | Nicky Bowden                       | Pel·lícula de TV |
| 2003 | Fortysomething                                  | Estelle Slippery                   | Sèrie de TV (6 episodis) |
| 2003 | The Dreamers                                    | Mare                               | |
| 2003 | Confused                                        |                                    | curtmetratge |
| 2004 | Agent Cody Banks 2: Destination London          | Lady Josephine Kenworth            | |
| 2004 | Blue Dove                                       | Maria Bishop                       | Sèrie de TV (2 episodis) |
| 2004 | Roman Road                                      | Maddy Bancroft                     | Pel·lícula de TV |
| 2005 | The Hitchhiker's Guide to the Galaxy            | Questular Rontok                   | |
| 2005 | Feeder                                          | Doctor                             | curtmetratge |
| 2005 | The Best Man                                    | Dana                               | |
| 2005 | A Waste of Shame: Shakespeare and His Sonnets   | Anne Hathaway                      | Pel·lícula de TV |
| 2005 | Spooks                                          | Juliet Shaw                        | Sèrie de TV (15 episodis: 2005–2007) |
| 2006 | Breaking and Entering                           | Kate                               | |
| 2006 | Rebus                                           | Amanda Morrison                    | Sèrie de TV (1 episodi: "Let It Bleed") |
| 2006 | The Secret Life of Mrs Beeton                   | Elizabeth Dorling                  | Pel·lícula de TV |
| 2006 | Suburban Shootout                               | Camilla Diamond                    | Sèrie de TV (11 episodis: 2006–2007) |
| 2007 | Sherlock Holmes and the Baker Street Irregulars | Irene Adler                        | Pel·lícula de TV |
| 2007 | St. Trinians                                    | Miss Bagstock                      | |
| 2007 | Christmas at the Riviera                        | Diane                              | Pel·lícula de TV |
| 2008 | My Family                                       | Zelda Nobbs                        | Sèrie de TV (1 episodi: "Cards on the Table") |
| 2008 | Agatha Christie's Marple: Murder Is Easy        | Lydia Horton                       | Pel·lícula de TV |
| 2009 | Law & Order: UK                                 | Evelyn Wyndham                     | Sèrie de TV (2 episodis) |
| 2010 | Critical Eye                                    | Laura                              | |
| 2010 | Silent Witness                                  | Chief Supt. Karen Somerville       | Sèrie de TV (2 episodis) |
| 2010 | Miranda                                         | Helena                             | Sèrie de TV (Sèrie 2, episodi 4: "A New Low") |
| 2011 | Hustle                                          | Wendy Stanton                      | Sèrie de TV (1 episodi: "As Good as it Gets") |
| 2011 | Waking the Dead                                 | Lucy Christie                      | Sèrie de TV (2 episodis) |
| 2011 | Lewis                                           | Judith Suskin                      | Sèrie de TV (1 episodi: "The Gift of Promise") |
| 2011 | Histèria                                        | Mrs Bellamy                        | |
| 2011 | Hidden                                          | Elspeth Verney                     | Sèrie de TV (4 episodis) |
| 2011 | The Hour                                        | Lix Storm                          | Sèrie de TV (12 episodis) Nominada – British Academy Television Award for Best Supporting Actress Nominada – Broadcasting Press Guild Award for Best Actress |
| 2012 | More Afraid of You                              | Lucy                               | curtmetratge |
| 2012 | Pramface                                        | Janet Derbyshire                   | Sèrie de TV |
| 2012 | We'll Take Manhattan                            | Lucie Clayton                      | Pel·lícula de TV |
| 2013 | A Touch of Cloth                                | Hope Goodgirl                      | Sèrie de TV (2 episodis) |
| 2013 | La meva vida d'ara                              | Aunt Penn                          | |
| 2013 | Confessions of an Alien Abductee                | Narradora                          | |
| 2013 | Noël Coward's Private Lives                     | Amanda Prynne                      | |
| 2014 | Death Knight Love Story                         | Miria                              | Pel·lícula d'animació (veu) |
| 2014 | Inside No. 9                                    | Elizabeth                          | Episode 1, "Sardines" |
| 2014 | Fleming: The Man Who Would Be Bond              | Segon oficial dilluns              | Sèrie de TV (4 episodis) |
| 2014 | Penny Dreadful                                  | Claire Ives                        | Sèrie de TV (1 episodi) |
| 2014 | Downton Abbey                                   | Lady Anstruther                    | |
| 2014 | Testament of Youth                              | Mrs. Leighton                      | |
| 2014 | Mapp and Lucia                                  | Emmeline 'Lucia' Lucas             | Sèrie de TV (3 episodis) |
| 2016 | The Carer                                       | Milly                              | |
| 2016 | Shetland                                        | Phyllis Brennan                    | Sèrie de TV (4 episodis) |
| 2016 | New Blood                                       | Eleanor Davies                     | Sèrie de TV |
| 2016 | Grantchester                                    | Aunt Cece                          | Especial de Nadal |
| 2016 | Flowers                                         | Aunty Viv                          | Sèrie de TV (1 episodi) |
| 2016 | This Beautiful Fantastic                        | Bramble                            | |
| 2017 | Love of My Life                                 | Grace                              | |
| 2017 | The Crown                                       | Lady Rosse                         | |
| 2018 | Innocència tràgica                              | Rachel Argyll                      | Sèrie de TV – 3 episodis |
| 2018 | Trust                                           | Penelope Kittson                   | Sèrie de TV – 5 episodis |
| 2018 | The Happy Prince                                | Mrs Arbuthnot                      | |
| 2018 | Benjamin                                        | Tessa                              | |
| 2018 | Nativity Rocks!                                 | Clara Hargreaves                   | |
| 2019 | Death in Paradise                               | Ciss Dacre                         | Sèrie de TV – 1 episodi |
| 2019 | For Love or Money                               | Carol                              | |
| 2019 | Timewasters                                     | Victoria                           | Sèrie de TV – 5 episodis |
| 2019 | Pennyworth                                      | Dr. Frances Gaunt                  | Sèrie de TV – 7 episodis |
| 2020 | The Split                                       | Melanie Aickman                    | Sèrie de TV |
| 2020 | Come Away                                       | Eleanor Murrow                     | Pel·lícula |
| 2021 | The Watch                                       | Lord Vetinari                      | Sèrie de TV |

## Teatre
- Boston Marriage, Donmar Warehouse – març–abril 2001; Donmar al West End - novembre de 2001-febrer de 2002
- Mammals al Oxford Playhouse i gira – Lorna, gener de 2006
- Never So Good, Royal National Theatre – estiu 2008
- The Observer, Royal National Theatre – primavera 2009
- The Last of the Duchess, Hampstead Theatre - octubre-novembre de 2011
- Private Lives (interpretant Amanda), Chichester Festival Theatre, setembre de 2012, i el Gielgud Theatre, Londres (juliol-setembre de 2013)[12]
- The Wolf From the Door, Royal Court Theatre, setembre-novembre de 2014[13]
- La gavina d'Anton Txékhov al Rotal National Theatre – estiu 2016

## Audiollibres
Chancellor ha interpretat el paper d'Ann Smiley a les dramatitzacions de la BBC de les novel·les de John le Carré Call for the Dead, Tinker Tailor Soldier Spy, The Honorable Schoolboy i Smiley's People.

## Ascendència
|  |                                                               |  |  |  |  |  |  |  |  |  |  |  |  |  |  |  |
|  | 16. Edward Chancellor (1828–1907)                             |  |  |  |  |  |  |  |  |  |  |  |  |  |  |  |
|  |                                                               |  |  |  |  |  |  |  |  |  |  |  |  |  |  |  |
|  |                                                               |  |  |  |  |  |  |  |  |  |  |  |  |  |  |  |
|  | 8. Tinent-Coronel. Sir John Chancellor (1870–1952)            |  |  |  |  |  |  |  |  |  |  |  |  |  |  |  |
|  |                                                               |  |  |  |  |  |  |  |  |  |  |  |  |  |  |  |
|  |                                                               |  |  |  |  |  |  |  |  |  |  |  |  |  |  |  |
|  | 17. Anne Helen Tod (d. 1932)                                  |  |  |  |  |  |  |  |  |  |  |  |  |  |  |  |
|  |                                                               |  |  |  |  |  |  |  |  |  |  |  |  |  |  |  |
|  |                                                               |  |  |  |  |  |  |  |  |  |  |  |  |  |  |  |
|  | 4. Sir Christopher Chancellor (1904–1989)                     |  |  |  |  |  |  |  |  |  |  |  |  |  |  |  |
|  |                                                               |  |  |  |  |  |  |  |  |  |  |  |  |  |  |  |
|  |                                                               |  |  |  |  |  |  |  |  |  |  |  |  |  |  |  |
|  | 18. George Rodie Thompson (1848–1915)                         |  |  |  |  |  |  |  |  |  |  |  |  |  |  |  |
|  |                                                               |  |  |  |  |  |  |  |  |  |  |  |  |  |  |  |
|  |                                                               |  |  |  |  |  |  |  |  |  |  |  |  |  |  |  |
|  | 9. Mary Elisabeth Howard Thompson (1848–1915)                 |  |  |  |  |  |  |  |  |  |  |  |  |  |  |  |
|  |                                                               |  |  |  |  |  |  |  |  |  |  |  |  |  |  |  |
|  |                                                               |  |  |  |  |  |  |  |  |  |  |  |  |  |  |  |
|  | 19. Alice Howard Barber (1857–1885)                           |  |  |  |  |  |  |  |  |  |  |  |  |  |  |  |
|  |                                                               |  |  |  |  |  |  |  |  |  |  |  |  |  |  |  |
|  |                                                               |  |  |  |  |  |  |  |  |  |  |  |  |  |  |  |
|  | 2. John Paget Chancellor (1927–2014)                          |  |  |  |  |  |  |  |  |  |  |  |  |  |  |  |
|  |                                                               |  |  |  |  |  |  |  |  |  |  |  |  |  |  |  |
|  |                                                               |  |  |  |  |  |  |  |  |  |  |  |  |  |  |  |
|  | 20. Sir Richard Paget, 1r Baronet (1832–1908)                 |  |  |  |  |  |  |  |  |  |  |  |  |  |  |  |
|  |                                                               |  |  |  |  |  |  |  |  |  |  |  |  |  |  |  |
|  |                                                               |  |  |  |  |  |  |  |  |  |  |  |  |  |  |  |
|  | 10. Sir Richard Paget, 2n Baronet (1869–1955)                 |  |  |  |  |  |  |  |  |  |  |  |  |  |  |  |
|  |                                                               |  |  |  |  |  |  |  |  |  |  |  |  |  |  |  |
|  |                                                               |  |  |  |  |  |  |  |  |  |  |  |  |  |  |  |
|  | 21. Caroline Isabel Surtees (1848–1946)                       |  |  |  |  |  |  |  |  |  |  |  |  |  |  |  |
|  |                                                               |  |  |  |  |  |  |  |  |  |  |  |  |  |  |  |
|  |                                                               |  |  |  |  |  |  |  |  |  |  |  |  |  |  |  |
|  | 5. Sylvia Mary Paget (1901–1996)                              |  |  |  |  |  |  |  |  |  |  |  |  |  |  |  |
|  |                                                               |  |  |  |  |  |  |  |  |  |  |  |  |  |  |  |
|  |                                                               |  |  |  |  |  |  |  |  |  |  |  |  |  |  |  |
|  | 22. Murray Finch-Hatton, 12è Earl de Winchilsea]] (1851–1898) |  |  |  |  |  |  |  |  |  |  |  |  |  |  |  |
|  |                                                               |  |  |  |  |  |  |  |  |  |  |  |  |  |  |  |
|  |                                                               |  |  |  |  |  |  |  |  |  |  |  |  |  |  |  |
|  | 11. Lady Muriel Finch-Hatton (1876–1938)                      |  |  |  |  |  |  |  |  |  |  |  |  |  |  |  |
|  |                                                               |  |  |  |  |  |  |  |  |  |  |  |  |  |  |  |
|  |                                                               |  |  |  |  |  |  |  |  |  |  |  |  |  |  |  |
|  | 23. Edith Harcourt (1856–1944)                                |  |  |  |  |  |  |  |  |  |  |  |  |  |  |  |
|  |                                                               |  |  |  |  |  |  |  |  |  |  |  |  |  |  |  |
|  |                                                               |  |  |  |  |  |  |  |  |  |  |  |  |  |  |  |
|  | 1. Anna Theodora Chancellor                                   |  |  |  |  |  |  |  |  |  |  |  |  |  |  |  |
|  |                                                               |  |  |  |  |  |  |  |  |  |  |  |  |  |  |  |
|  |                                                               |  |  |  |  |  |  |  |  |  |  |  |  |  |  |  |
|  | 24. Hedworth Jolliffe, 2n Baró Hylton (1829–1899)             |  |  |  |  |  |  |  |  |  |  |  |  |  |  |  |
|  |                                                               |  |  |  |  |  |  |  |  |  |  |  |  |  |  |  |
|  |                                                               |  |  |  |  |  |  |  |  |  |  |  |  |  |  |  |
|  | 12. Hylton Jolliffe, 3r Baró Hylton (1862–1945)               |  |  |  |  |  |  |  |  |  |  |  |  |  |  |  |
|  |                                                               |  |  |  |  |  |  |  |  |  |  |  |  |  |  |  |
|  |                                                               |  |  |  |  |  |  |  |  |  |  |  |  |  |  |  |
|  | 25. Lady Agnes Byng (1833–1878)                               |  |  |  |  |  |  |  |  |  |  |  |  |  |  |  |
|  |                                                               |  |  |  |  |  |  |  |  |  |  |  |  |  |  |  |
|  |                                                               |  |  |  |  |  |  |  |  |  |  |  |  |  |  |  |
|  | 6. William Jolliffe, 4t Baró Hylton (1898–1967)               |  |  |  |  |  |  |  |  |  |  |  |  |  |  |  |
|  |                                                               |  |  |  |  |  |  |  |  |  |  |  |  |  |  |  |
|  |                                                               |  |  |  |  |  |  |  |  |  |  |  |  |  |  |  |
|  | 26. Frederick Hervey, 3r Marquès de Bristol]] (1834–1907)     |  |  |  |  |  |  |  |  |  |  |  |  |  |  |  |
|  |                                                               |  |  |  |  |  |  |  |  |  |  |  |  |  |  |  |
|  |                                                               |  |  |  |  |  |  |  |  |  |  |  |  |  |  |  |
|  | 13. Lady Alice Adeliza Hervey (d. 1962)                       |  |  |  |  |  |  |  |  |  |  |  |  |  |  |  |
|  |                                                               |  |  |  |  |  |  |  |  |  |  |  |  |  |  |  |
|  |                                                               |  |  |  |  |  |  |  |  |  |  |  |  |  |  |  |
|  | 27. Geraldine Hervey, Marquesa de Bristol (1843–1927)         |  |  |  |  |  |  |  |  |  |  |  |  |  |  |  |
|  |                                                               |  |  |  |  |  |  |  |  |  |  |  |  |  |  |  |
|  |                                                               |  |  |  |  |  |  |  |  |  |  |  |  |  |  |  |
|  | 3. Hon. Mary Jolliffe (1937–2009)                             |  |  |  |  |  |  |  |  |  |  |  |  |  |  |  |
|  |                                                               |  |  |  |  |  |  |  |  |  |  |  |  |  |  |  |
|  |                                                               |  |  |  |  |  |  |  |  |  |  |  |  |  |  |  |
|  | 28. H.H. Asquith (1852–1928)                                  |  |  |  |  |  |  |  |  |  |  |  |  |  |  |  |
|  |                                                               |  |  |  |  |  |  |  |  |  |  |  |  |  |  |  |
|  |                                                               |  |  |  |  |  |  |  |  |  |  |  |  |  |  |  |
|  | 14. Raymond Asquith (1878–1916)                               |  |  |  |  |  |  |  |  |  |  |  |  |  |  |  |
|  |                                                               |  |  |  |  |  |  |  |  |  |  |  |  |  |  |  |
|  |                                                               |  |  |  |  |  |  |  |  |  |  |  |  |  |  |  |
|  | 29. Helen Kelsall Melland (d. 1891)                           |  |  |  |  |  |  |  |  |  |  |  |  |  |  |  |
|  |                                                               |  |  |  |  |  |  |  |  |  |  |  |  |  |  |  |
|  |                                                               |  |  |  |  |  |  |  |  |  |  |  |  |  |  |  |
|  | 7. Lady Perdita Asquith (1910–1996)                           |  |  |  |  |  |  |  |  |  |  |  |  |  |  |  |
|  |                                                               |  |  |  |  |  |  |  |  |  |  |  |  |  |  |  |
|  |                                                               |  |  |  |  |  |  |  |  |  |  |  |  |  |  |  |
|  | 30. Sir John Horner (1842–1927)                               |  |  |  |  |  |  |  |  |  |  |  |  |  |  |  |
|  |                                                               |  |  |  |  |  |  |  |  |  |  |  |  |  |  |  |
|  |                                                               |  |  |  |  |  |  |  |  |  |  |  |  |  |  |  |
|  | 15. Katharine Frances Horner (1885–1976)                      |  |  |  |  |  |  |  |  |  |  |  |  |  |  |  |
|  |                                                               |  |  |  |  |  |  |  |  |  |  |  |  |  |  |  |
|  |                                                               |  |  |  |  |  |  |  |  |  |  |  |  |  |  |  |
|  | 31. Frances Jane Graham (1855–1940)                           |  |  |  |  |  |  |  |  |  |  |  |  |  |  |  |
|  |                                                               |  |  |  |  |  |  |  |  |  |  |  |  |  |  |  |
|  |                                                               |  |  |  |  |  |  |  |  |  |  |  |  |  |  |  |